# 弗萊塔 (加利福尼亞州)
弗萊塔（英語：Fleta）是位於美國加利福尼亞州克恩縣的一個非建制地區。該地的面積和人口皆未知。

## 地理
弗萊塔的座標為35°00′12″N 118°09′29″W / 35.00333°N 118.15806°W，而該地的平均海拔高度為806米（即2644英尺）。